# Mito
Mito, en japonès:水戸市 Mito-shi, és una ciutat del Japó i la capital de la Prefectura d'Ibaraki. El 2003 trnia 248.615 habitants i ocupava una superfície de 217,43 km².
La ciutat actualment és un centre de comerç i serveis i la major part de la indústria d'Ibaraki està als voltants de la propera ciutat de Tsukuba. També hi ha turisme centrat en el Parc de Kairakuen, un dels més famosos del Japó i en els museus locals sobre la família Tokugawa.

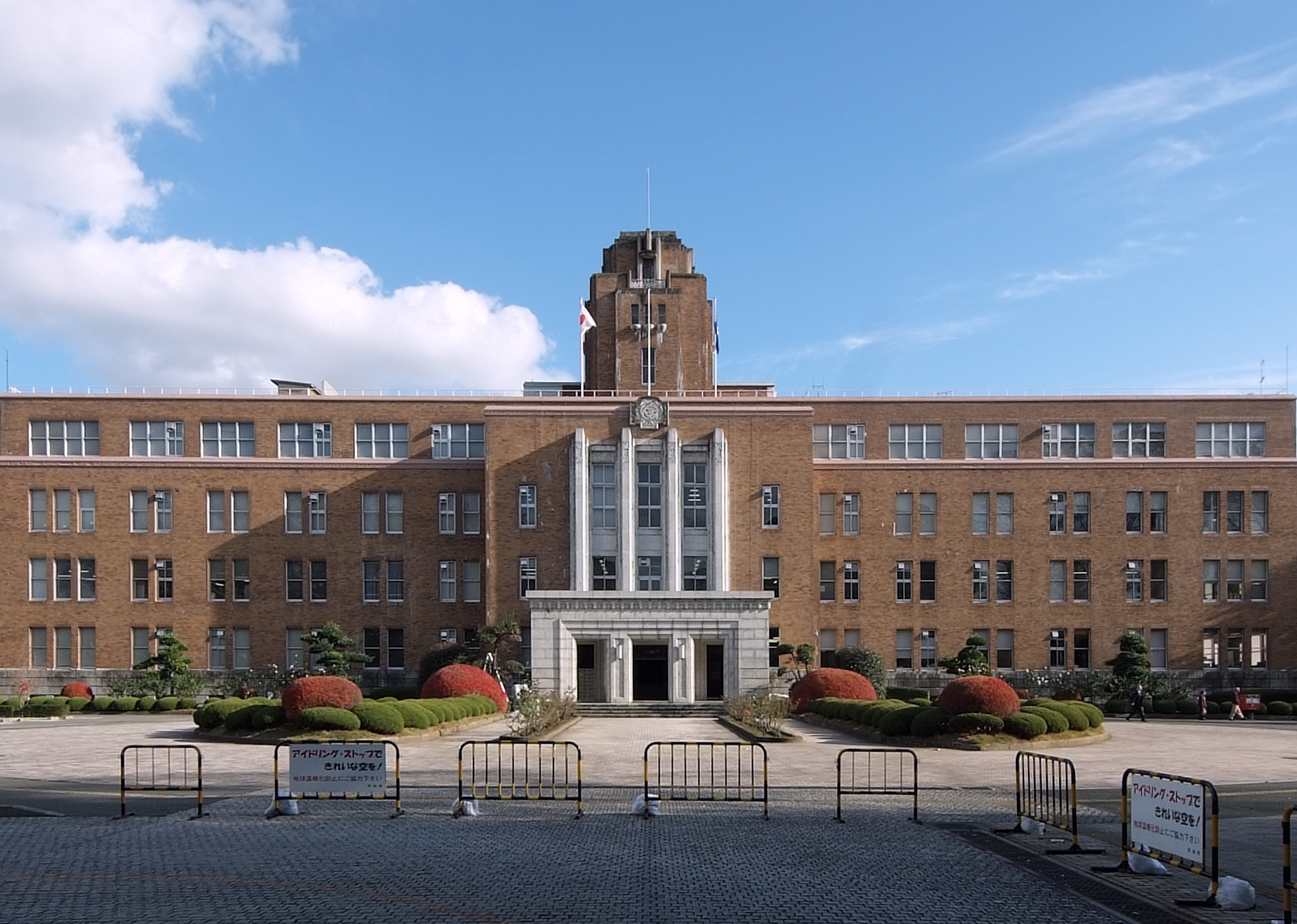
Antiga seu de la Prefectura d'Ibaraki.

## Història
El poble wajin es va assentar a Mito al voltant del segle iv. Al final del període Heian, Baka Sukemoto, senyor de la guerra de la família Heike, es va traslladar a Mito i hi construí un castell que al llarg del temps canvià de mans diverses vegades fins que el daimyō anomenat Satake Yoshinobu el va guanyar a finals del segle xvi, però va ser obligat a rendir-se a Tokugawa Ieyasu el 1603 després de la batalla de Sekigahara.
Els Tokugawa (clan Mito) governaren directament Mito fins a la meitat del segle xix, quan el shogunat (幕府 bakufu) a Edo va ser derrocat.
L'any 1871, la Província de Hitachi canvià el seu nom cap a Prefectura d'Ibaraki.
L'any 1945, aquesta ciutat va ser bombardejada. Al voltant de les 3/4 parts de la ciutat va ser cremada durant la Segona Guerra Mundial.

## Esports
Mito és la seu de l'equip professional de futbol de la lliga japonesa (J-League), Mito HollyHock.

## Clima
Mito té un clima subtropical humit (Classificació climàtica de Köppen Cfa), amb estius calorosos (25,4 °C de mitjana a l'agost) i hiverns freds (2,4 °C de mitjana al gener). La pluviometria anual és de 1308 litres amb els hiverns relativament secs (40 litres de mitjana el desembre).

## Ciutats agermanades
- Anaheim, Califòrnia, Estats Units